# Tiro ai Giochi della I Olimpiade
Il tiro a segno fu uno degli eventi sportivi dei giochi della I Olimpiade, tenutasi ad Atene, nel 1896.

## L'evento
Strettamente riservati agli atleti uomini come per tutte le altre discipline di questa Olimpiade, le gare si tennero tra l'8 e il 12 aprile , tra il 27 e il 31 marzo. In vigore in Grecia in quel periodo. Le cinque gare in programma si svolsero nello Skopeftirion, il poligono di Kallithea.
Questa fu forse l'unica disciplina in cui i greci si dimostrarono sullo stesso livello dei propri avversari grazie alle abilità di Iōannīs Fragkoudīs e Geōrgios Orfanidīs che portarono a casa medaglie in due delle cinque gare disputate e piazzandosi molto bene nelle altre. Ciò riuscì loro nonostante le presenze di abili tiratori come il danese Holger Nielsen e soprattutto gli statunitensi John e Sumner Paine che utilizzavano come armi le pistole colt che erano di molto superiori a quelle degli altri partecipanti. Grazie a queste armi i due fecero loro le gare di pistola con un notevole distacco. Lasciarono agli altri solo la gara di rivoltella libera ma solo perché non avevano le armi di calibro giusto, motivo per il quale vennero squalificati.
Ricerche recenti hanno dimostrato la presenza di un italiano che sarebbe riuscito a partecipare alle gare di tiro a segno. Più fonti citano infatti un tal Giuseppe Rivabella, che partecipò alla gara di "tiro a segno con carabina militare", l'8-9 aprile, nella gara vinta dal greco Pantelis Karasevdas. Come riportato dal giornalista greco Vladis Gavrilidis, Rivabella era tra i 39 nomi noti (su 61 partecipanti), ma non si classificò tra i primi 12.

## Nazioni partecipanti
Parteciparono 61 atleti, provenienti da sette nazioni:
- Danimarca (3)
- Francia (1)
- Gran Bretagna (2)
- Grecia (50)
- Italia (1)
- Stati Uniti (3)
- Svizzera (1)

## Risultati
| Evento                         | Oro                 | Perform. | Argento            | Perform. | Bronzo             | Perform. |
| Rivoltella                     |                     |          |                    |          |                    |          |
| Rivoltella libera (dettagli)   | Iōannīs Fragkoudīs  | 344      | Geōrgios Orfanidīs | 249      | Holger Nielsen     | ---      |
| Rivoltella militare (dettagli) | John Paine          | 442      | Sumner Paine       | 380      | Nikolaos Mōrakīs   | 205      |
| Pistola                        |                     |          |                    |          |                    |          |
| Pistola libera (dettagli)      | Sumner Paine        | 442      | Holger Nielsen     | 285      | Iōannīs Fragkoudīs | ---      |
| Carabina                       |                     |          |                    |          |                    |          |
| Carabina libera (dettagli)     | Geōrgios Orfanidīs  | 1583     | Iōannīs Fragkoudīs | 1312     | Viggo Jensen       | 1305     |
| Carabina militare (dettagli)   | Pantelīs Karasevdas | 2320     | Paulos Pavlidis    | 1978     | Nikolaos Trikoupīs | 1713     |

## Medagliere
| Posizione | Paese       |   |   |   | Totale |
| --------- | ----------- | - | - | - | ------ |
| 1         | Grecia      | 3 | 3 | 3 | 9      |
| 2         | Stati Uniti | 2 | 1 | 0 | 3      |
| 3         | Danimarca   | 0 | 1 | 2 | 3      |
| Totale    | Totale      | 5 | 5 | 5 | 15     |

## Sotto-comitato olimpico per il Tiro a segno
- Principe Nicola di Grecia, presidente
- Iōannīs Fragkoudīs, segretario
- Demosthenes Staikos
- Alc. Krassas
- Joan. Konstantinides
- Alex. Kondostavlos
- Ath. Botzaris
- Ath. Pierrakos
- Georges Antonopoulos
- Stephen Skouloudis